# ويلفريد سميث
ويلفريد سميث (بالإنجليزية: Wilfred Smith)‏ (28 مارس 1910 بشفيلد في المملكة المتحدة - ) هو لاعب كرة قدم بريطاني في مركز الدفاع. لعب مع كريستال بالاس ونادي بلاكبول ونادي بيرنلي ونادي روذرهام يونايتد.

## وصلات خارجية
- ويلفريد سميث على موقع قاعدة بيانات كرة القدم.إي يو (الإنجليزية)